# Zygodon minutus
Zygodon minutus är en bladmossart som beskrevs av C. Müller och Georg Ernst Ludwig Hampe 1856. Zygodon minutus ingår i släktet ärgmossor, och familjen Orthotrichaceae. Inga underarter finns listade i Catalogue of Life.